# پولانا (شهرستان بیشچاد)
پولانا (به لهستانی:  Polana) یک روستا در لهستان است که در گمینا چارنا (شهرستان بیشچاد) واقع شده‌است.